# Melidóni (Réthymnon)
Melidóni, en grec moderne : Μελιδόνι, est un village du dème de Mylopótamos, en Crète, en Grèce. Selon le recensement de 2011, la population de Melidóni compte 573 habitants. Il est situé à une altitude de 100 m.